# Spaltgranate
Eine Spaltgranate ist ein Werkzeug zur Holzbearbeitung. Als eine Form des Spaltkeils ist sie ein diamantförmiger Eisenkeil mit jeweils vier Ecken, die zylindrisch angeordnet sind. Sie dient zum Spalten von kleineren Baumstücken in vier Teile und wird z. B. verwendet, um Kaminholz ohne großen Aufwand herzustellen.
Die Spaltgranate besteht aus gehärteten Stählen und ist jeweils mit Widerhaken versehen, um ein Ausgleiten aus den Stämmen zu verhindern. Erfunden wurde die Spaltgranate wahrscheinlich in Kanada. Grundsätzlich ist bei Gebrauch des Werkzeuges Augenschutz zu tragen und aufgrund des Materials nur mit Holz-, Alu- oder Kunststoffhammer einzuschlagen.